# Kraan (Nederweert)
Kraan is een buurtschap van Nederweert.
De buurtschap ligt pal ten noorden van de autosnelweg A2 en wordt gewoonlijk tezamen met de nabijgelegen buurtschappen Roeven en Schoor als één geheel beschouwd. 
De buurtschap ligt in de driehoek die wordt ingesloten door genoemde snelweg, de Zuid-Willemsvaart en het Kanaal Wessem-Nederweert.